# Cuadernos de Filología Italiana
Cuadernos de Filología Italiana  (sigla CFIT) es una revista científica con periodicidad anual, fundada en 1994 por el Departamento de Filología Italiana de la Universidad Complutense de Madrid. CFIT es una revista digital y está indexada en varios de los índices de referencia. Cuenta también con edición en papel.

## Historia
En 1994 el Departamento de Filología Italiana decidió lanzar una revista científica de periodicidad anual. Desde 2015 está dirigida por la profesoras Elisa Martínez Garrido (Universidad Complutense de Madrid) y Margarita Borreguero Zuloaga (Universidad Complutense de Madrid). En 2020 publicó su número 27, que salió a la luz el 29 de septiembre de 2020.

## Características
La revista publica trabajos originales que desarrollen su investigación en el ámbito de la Filología Italiana, ya sean en español, italiano, inglés, o en cualquier otra lengua de cultura de difusión internacional.

### Acceso abierto
Cuadernos de Filología Italiana cuenta con acceso abierto, de acuerdo con la Iniciativa de Acceso Abierto de Budapest (Budapest Open Access Initiative, sigla BOAI), por lo que su contenido está disponible de forma gratuita para los usuarios o sus instituciones. Los materiales se pueden leer, descargar, copiar, distribuir, imprimir, buscar o vincular en su totalidad o en parte, sin permiso previo del editor o del autor.

### Indexación
Entre los índices de indexación de la revista figural: Dialnet, Emerging Sources Citation Index (ESCI), de Web of Science, Fuente Academica Plus, Linguistics & Language Behavior Abstracts, MLA - Modern Language Association Database, DOAJ.